# Alessandro Carmelo Ruffinoni

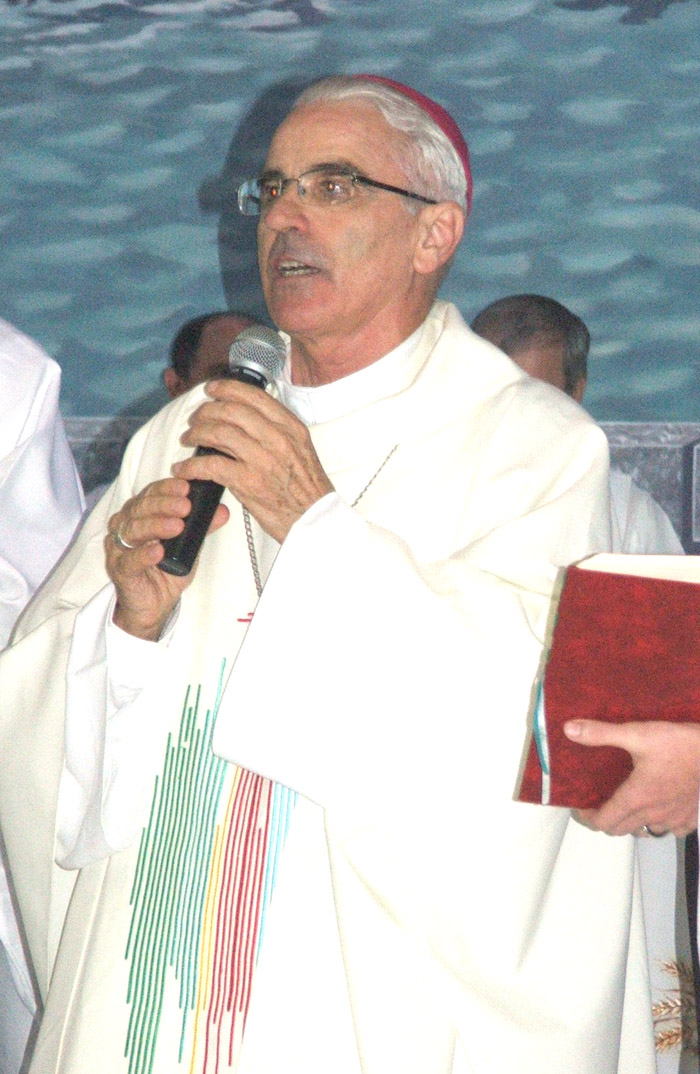
Alessandro Carmelo Ruffinoni (2006)

Alessandro Carmelo Ruffinoni CS (* 26. August 1943 in Piazza Brembana) ist ein italienischer Geistlicher und emeritierter römisch-katholischer Bischof von Caxias do Sul in Brasilien.

## Leben
Alessandro Carmelo Ruffinoni trat der Ordensgemeinschaft der Scalabrinianer bei, legte am 2. Oktober 1961 die Profess ab und empfing am 8. März 1970 die Priesterweihe.
Papst Benedikt XVI. ernannte ihn am 18. Januar 2006 zum Weihbischof in Porto Alegre und Titularbischof von Furnos Maior. Der Erzbischof von Porto Alegre, Dadeus Grings, spendete ihm am 17. März desselben Jahres die Bischofsweihe; Mitkonsekratoren waren Aloísio Sinésio Bohn, Bischof von Santa Cruz do Sul, und Redovino Rizzardo CS, Bischof von Dourados. Als Wahlspruch wählte er Na Igreja ninguém è estrangeiro (port.: In der Kirche ist niemand ein Fremder).
Am 16. Juni 2010 wurde er zum Koadjutorbischof von Caxias do Sul ernannt. Mit der Emeritierung Nei Paulo Morettos am 6. Juli des nächsten Jahres folgte er ihm als Bischof von Caxias do Sul nach.
Papst Franziskus nahm am 26. Juni 2019 seinen altersbedingten Rücktritt an.